# Affaire Sophie Toscan du Plantier
Pour les articles homonymes, voir Toscan du Plantier, Toscan (homonymie) et Plantier.
L'affaire Sophie Toscan du Plantier désigne le meurtre de Sophie Toscan du Plantier, épouse du célèbre producteur de cinéma français Daniel Toscan du Plantier, le 23 décembre 1996 à quelques pas de sa résidence de vacances près de Schull en Irlande.

## Sophie Toscan du Plantier
Sophie Toscan du Plantier, née Sophie Bouniol le 28 juillet 1957 à Paris (15e arrondissement) en France et morte assassinée le 23 décembre 1996 à Toormore, à quelques kilomètres de Schull, dans le comté de Cork, en Irlande, était originaire de Combret (Lozère) et productrice d’émissions de télévision française.

## Faits
Le 20 décembre 1996, Sophie Toscan du Plantier arrive en Irlande dans sa résidence de vacances, cottage situé dans la vallée de Toormore, à environ 5 km de Schull, dans le comté de Cork. Lors de ce séjour, elle prépare deux projets de soirée thématique pour la chaîne de télévision Arte.
Le soir du 22 décembre 1996, alors qu'elle est vêtue d'un legging et d'une chemise de nuit, Sophie Toscan du Plantier est frappée au visage par son meurtrier (les policiers retrouveront plus tard du sang de Sophie sur la porte d'entrée). Elle se débat, griffe son agresseur au visage et aux bras, comme en témoignent des lésions de défense et des cheveux de l'agresseur retrouvés sous ses ongles. Elle se met à courir dans le jardin. Son meurtrier la suit en la frappant plusieurs fois. Arrivé à la barrière métallique du jardin, le meurtrier se saisit d’un bloc de ciment et le jette sur le visage de Sophie. Un lambeau de son legging est resté accroché dans une clôture de barbelés. Une voisine, Shirley Foster, découvre son corps le matin du 23 décembre 1996,.
L’assassin s’est acharné sur sa victime : le corps de Sophie Toscan du Plantier, défigurée, est couvert d’une quarantaine de blessures. Pour la police, le meurtrier connaissait très bien les alentours de la maison de vacances de Sophie Toscan du Plantier, située dans un endroit isolé et difficile d’accès en raison de très mauvaises routes. L’enquête est difficile car l’heure de sa mort n’a pas pu être déterminée, le médecin légiste étant arrivé 36 heures plus tard. De plus les échantillons de sang ne donnent rien pour ce qui concerne l'examen ADN ou l'identification du groupe sanguin, les prélèvements ayant été mal réalisés ou la pluie tombée dans la nuit suivant le meurtre ayant tout nettoyé. L’arme qui a servi à tuer Sophie Toscan du Plantier n’a jamais été retrouvée. Il s’agirait d’une hachette très tranchante car la victime présentait de nombreuses blessures à la tête.

## Enquêtes et poursuites judiciaires
Un suspect aurait été vu par un témoin le soir du meurtre à quelques mètres de la maison. Ce même homme se serait confié à un ami : « Je suis allé la voir, elle s’est énervée et je lui ai fracassé le crâne ». Malachi Reid, un adolescent voisin de Ian Bailey, qu'il a pris en stop, affirme l'avoir entendu dire, alors qu’il était ivre « tout allait bien avant que je monte là-haut et réduise sa p… de cervelle en bouillie ».
Ian Bailey, pigiste local anglais qui habite une ferme à quelques kilomètres de la résidence de Sophie Toscan du Plantier, est suspecté du meurtre. Il a fait naître les soupçons en étant parmi les premiers sur les lieux du crime, puis en faisant état dans des articles d'éléments que seuls les enquêteurs et le meurtrier étaient censés connaître. Enfin il avait des griffures sur le visage, les mains et les avant-bras et aurait confessé, ivre, le crime à plusieurs personnes. Il est interrogé à deux reprises le 10 février 1997 et le 27 janvier 1998 puis relâché faute de preuves.
Le 22 août 2001, il est arrêté à l'aéroport de Cork, sa compagne Catherine Jules Thomas l'accusant de coups et blessures. En 2003, Ian Bailey intente un procès en diffamation contre huit journaux irlandais et britanniques qu'il accuse d'avoir fait de lui le coupable idéal. À la barre, plusieurs témoins l'accablent si bien que Ian Bailey interrompt la procédure judiciaire. Bailey est notamment visé par le témoignage d'une femme, Marie Farrell, qui affirme avoir vu le journaliste indépendant la nuit du meurtre à proximité du domicile de la victime. Mais Mme Farrell se rétracte en 2005 en accusant la police irlandaise de lui avoir soufflé ses déclarations, après avoir indiqué dans un premier temps que Bailey l'avait a plusieurs reprises menacée pour qu'elle se rétracte. La justice française prendra en compte la première version du témoignage de Farrell. En outre, la compagne de Ian Bailey, l'artiste peintre Catherine Jules Thomas, lui fournit un alibi la nuit du meurtre, tout en ayant également indiqué qu'il était possible qu'il ait commis les faits qu'on lui reproche.
Une enquête séparée est ouverte en France en 2008. Le 24 avril 2010, Ian Bailey est à nouveau arrêté, à la suite d'un mandat d'arrêt européen émis le 19 février 2010 par le juge parisien Patrick Gachon, puis remis en liberté sous contrôle judiciaire. Après le refus le 1er mars 2012 de la Cour suprême d'Irlande d’exécuter le mandat d’arrêt européen concernant l'extradition de Ian Bailey pour qu'il soit entendu par le juge d'instruction français Patrick Gachon, les deux avocats de la famille (les parents de Sophie, Georges et Marguerite Bouniol, aidés du collectif Assoph, Association pour la vérité sur l'assassinat de Sophie Toscan du Plantier) attaquent l'Irlande en déposant un recours devant la Commission des Communautés européennes pour non-respect du droit communautaire sur le principe de réciprocité de compétences judiciaires, la république d'Irlande ayant invoqué l'absence de réciprocité entre les deux pays en matière d'extradition.
En novembre 2014, Ian Bailey intente un procès contre l’État et la police irlandaise, pour « arrestation illégale » et « mise en cause abusive ». Le 30 mars 2015, le jury refuse, à l’unanimité, de lui accorder les dommages et intérêts qu’il réclame.
Un second mandat d’arrêt européen est émis le 13 juillet 2016 et notifié aux autorités irlandaises par Nathalie Turquey, la juge d'instruction parisienne chargée de l'affaire. Le 27 juillet 2016, celle-ci signe une ordonnance renvoyant Ian Bailey devant la cour d'assises de Paris non pas pour assassinat mais pour homicide volontaire (pas de préméditation requise). Cependant, tenant compte de la pratique irlandaise, Ian Bailey n'est pas extradé et le procès se déroule alors par défaut.
Ian Bailey décède en Irlande le 21 janvier 2024 en ayant toujours clamé son innocence.

## Procès en France
Le procès de Ian Bailey s'ouvre à Paris le 27 mai 2019 devant la cour d'assises, sans la présence de l'accusé,. Le 31 mai suivant, Ian Bailey est condamné par contumace à 25 ans de réclusion criminelle pour le meurtre de la productrice française Sophie Toscan du Plantier.
Ian Bailey est arrêté le 16 décembre 2019 par la police irlandaise avant d'être relâché quelques minutes plus tard. Cette arrestation fait suite à une décision de la Haute cour confirmant la validité du mandat d'arrêt émis par la France, et qui doit alors statuer sur une éventuelle extradition.
À l'issue de la troisième tentative des autorités françaises depuis 2010 visant à obtenir l'extradition de Ian Bailey, un juge de la Haute Cour d'Irlande statue le 12 octobre 2020 que, conformément à une décision de la Cour Suprême d'Irlande datant de 2012, celui-ci ne peut être extradé. Une deuxième tentative avait échoué en juillet 2017 au motif que la requête constituait un abus de procédure (« abuse of process »).

### Documentaires télévisés
- « Le mystère de la mort de Sophie Toscan du Plantier » le 30 mai 2004 dans Secrets d'actualité sur M6.
- « Meurtre de Sophie Toscan du Plantier » le 8 octobre 2008 dans Enquêtes criminelles : le magazine des faits divers sur W9.
- « Assassinat de Sophie Toscan du Plantier » le 16 février 2011 dans 90' faits divers sur TMC.
- « Sophie : L'affaire Toscan du Plantier », 30 juin 2021, Netflix
Par Yves Jaeglé Le 28 juin 2021 à 15h46, « «Sophie, l’affaire Toscan du Plantier» sur Netflix : une plongée en apnée dans un crime hors norme », sur leparisien.fr, 28 juin 2021 (consulté le 1er octobre 2021)
"L'Affaire Sophie Toscan du Plantier" de Morgane du Liège, série en 4 épisodes, France 2, 23 janvier 2022.

### Documentaires radiophoniques
- « L'affaire Sophie Toscan du Plantier », le 29 janvier 2014 dans L'Heure du crime de Jacques Pradel sur RTL.
- « L'affaire Sophie Toscan du Plantier », le 1er juin 2015 dans Affaires sensibles sur France Inter par Fabrice Drouelle - Durée : 54 min